# ACF Fiorentina 2011-2012
Questa voce raccoglie le informazioni riguardanti l'ACF Fiorentina nelle competizioni ufficiali della stagione 2011-2012.

## Stagione

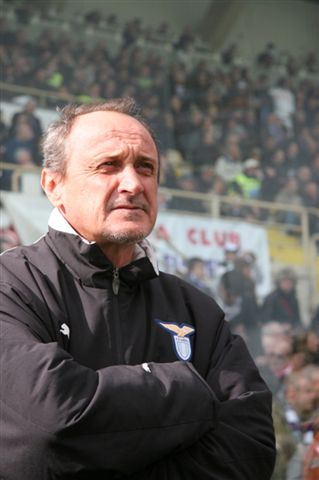
Delio Rossi, licenziato il 3 maggio 2012 dopo che in Fiorentina-Novara aveva aggredito Ljajic.

La stagione inizia con Siniša Mihajlović, confermato sulla panchina viola, che viene sostituito da Delio Rossi a novembre dopo aver ottenuto 12 punti in 10 partite, con solo tre vittorie all'attivo. Durante il mercato invernale si registrano l'arrivo di Amauri, e la partenza di Alberto Gilardino, che lascia Firenze con 118 presenze e 48 reti. I risultati non migliorano, malgrado le vittorie in trasferta contro Milan e Roma. Dopo 30 punti ottenuti in 26 giornate, il 3 maggio, all'indomani della rissa tra Adem Ljajić e Rossi, il tecnico viene licenziato ed è Vincenzo Guerini a sedersi in panchina nelle ultime due gare, portando in salvo la squadra a quota 46 punti totali.
Viene ufficialmente affidata la carica di presidente a Mario Cognigni mentre Andrea Della Valle assume la carica di presidente onorario.

## Divise e sponsor
La divisa è composta da una maglia con colletto ed è caratterizzata dal ritorno alla tinta unita viola con una piccola riga bianca al bordo delle maniche e del colletto e con il simbolo del giglio in alto a sinistra, i pantaloncini sono completamente viola così come i calzettoni. La divisa di riserva è completamente bianca con una piccola riga al bordo delle maniche e del colletto color viola, mentre la terza divisa è anche quest'anno gialla con dettagli viola. La maglia del portiere è contraddistinta da segni grafici dinamici proposti nei toni del nero e antracite con dettagli in giallo, oppure nei toni del giallo con inserti di colore nero e antracite o, ancora, rosa fluo con dettagli neri e antracite.
Per il settimo anno consecutivo lo sponsor tecnico è ancora Lotto, con il logo che compare sulle maniche. Gli sponsor ufficiali rimangono ancora l'organizzazione umanitaria Save the Children in alto a destra e la casa automobilistica giapponese Mazda al centro della maglia.
| Casa | Trasferta | Terza Divisa |

## Organigramma societario
Organigramma
- Presidente onorario: Andrea Della Valle
- Presidente: Mario Cognigni
- Amministratore delegato: Sandro Mencucci
- Direttore sportivo e responsabile settore giovanile:
- Collaboratore: Eduardo Macía
- Coordinatore degli osservatori: Lorenzo Amoruso
- Direttore operativo: Gianluca Baiesi
- Responsabile della comunicazione: Gianfranco Teotino
- Club manager: Vincenzo Guerini
- Responsabile segreteria sportiva: Fabio Bonelli
- Delegato alla Sicurezza e allo Stadio: Maurizio Francini
- Responsabile Pianificazione e Controllo: Leonardo Limatola
- Responsabile Risorse umane e Affari generali: Grazia Forgione
- Responsabile amministrativo: Gian Marco Pachetti
- Responsabile Information Technology: Andrea Ragusin
- Addetto stampa: Luca Di Francesco

Consiglio di Amministrazione
- Consiglieri: Paolo Borgomanero, Maurizio Boscarato, Carlo Montagna, Giovanni Montagna, Paolo Panerai, Gino Salica, Stefano Sincini

Collegio Sindacale
- President: Franco Pozzi
- Sindaci effettivi: Massimo Foschi, Giancarlo Viccaro
- Sindaci supplenti: Gilfredo Gaetani, Fabrizio Redaelli

Allenatori
- Allenatore: Siniša Mihajlović, dal 7 novembre 2011 Delio Rossi, dal 3 maggio 2012 Vincenzo Guerini
- Allenatore in seconda: Dario Marcolin, dal 7 novembre 2011 Fedele Limone, dal 3 maggio 2012 Giulio Nuciari
- Allenatore della squadra Primavera: Leonardo Semplici

Staff tecnico
- Preparatore atletico: Antonio Bovenzi, dal 7 novembre 2011 Walter Vio, dal 3 maggio 2012 Alessandro Buccolini
- Preparatori atletici recupero infortunati: Damir Blokar, Vincenzo Manzi, dal 7 novembre 2011 Massimo Catalano, Damir Blokar
- Preparatore dei portieri: Giulio Nuciari
- Team manager: Roberto Ripa
- Magazzinieri: Leonardo Marchetti, Romeo Floro

Staff medico
- Responsabile area medico sanitaria: Paolo Manetti
- Medico sociale: Jacopo Giuliattini
- Coordinatore e Responsabile scientifico: Giorgio Galanti
- Masso-Fisioterapisti: Mauro Citzia, Stefano Dainelli, Maurizio Fagorzi, Daniele Misseri, Alessandro Rocchini

I dati sono aggiornati al 3 maggio 2012.

## Rosa

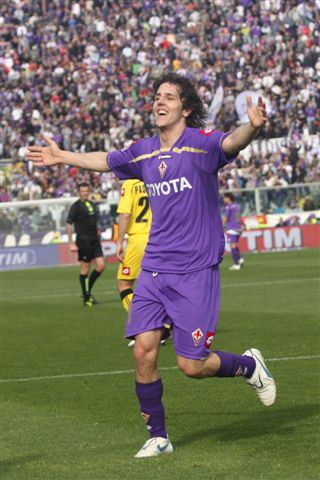
Stevan Jovetić

Aggiornata al 31 gennaio 2012.
| N. |                       | Ruolo | Calciatore                      |
| -- | --------------------- | ----- | ------------------------------- |
| 1  | Polonia (bandiera)    | P     | Artur Boruc                     |
| 2  | Danimarca (bandiera)  | D     | Per Krøldrup                    |
| 5  | Italia (bandiera)     | D     | Alessandro Gamberini (capitano) |
| 6  | Perù (bandiera)       | C     | Juan Manuel Vargas              |
| 7  | Italia (bandiera)     | C     | Alessio Cerci                   |
| 8  | Montenegro (bandiera) | A     | Stevan Jovetić (vice capitano)  |
| 9  | Senegal (bandiera)    | A     | Khouma el Babacar               |
| 10 | Uruguay (bandiera)    | A     | Santiago Silva                  |
| 10 | Uruguay (bandiera)    | C     | Rubén Olivera                   |
| 11 | Italia (bandiera)     | A     | Alberto Gilardino               |
| 11 | Italia (bandiera)     | A     | Amauri                          |
| 13 | Marocco (bandiera)    | C     | Houssine Kharja                 |
| 14 | Italia (bandiera)     | D     | Cesare Natali                   |
| 15 | Serbia (bandiera)     | D     | Matija Nastasić                 |
| 16 | Italia (bandiera)     | D     | Mattia Cassani                  |
| 17 | Ghana (bandiera)      | C     | Amidu Salifu                    |
| 18 | Italia (bandiera)     | C     | Riccardo Montolivo              |
| 19 | Brasile (bandiera)    | D     | Felipe                          |
| 20 | Italia (bandiera)     | C     | Gianni Munari                   |
| 21 | Italia (bandiera)     | C     | Andrea Lazzari                  |

| N. |                      | Ruolo | Calciatore           |
| -- | -------------------- | ----- | -------------------- |
| 22 | Serbia (bandiera)    | C     | Adem Ljajić          |
| 23 | Italia (bandiera)    | D     | Manuel Pasqual       |
| 25 | Ghana (bandiera)     | C     | Daniel Kofi Agyei    |
| 26 | Brasile (bandiera)   | A     | Ryder Matos          |
| 28 | Italia (bandiera)    | C     | Marco Romizi         |
| 29 | Italia (bandiera)    | D     | Lorenzo De Silvestri |
| 31 | Italia (bandiera)    | D     | Michele Camporese    |
| 32 | Italia (bandiera)    | C     | Marco Marchionni     |
| 33 | Danimarca (bandiera) | A     | Kenneth Zohore       |
| 36 | Serbia (bandiera)    | D     | Nikola Gulan         |
| 37 | Ghana (bandiera)     | A     | Boadu Maxwell Acosty |
| 38 | Ghana (bandiera)     | D     | Nii Nortey Ashong    |
| 39 | Italia (bandiera)    | D     | Paolo Rozzio         |
| 41 | Italia (bandiera)    | P     | Luca Lezzerini       |
| 60 | Italia (bandiera)    | P     | Edoardo Pazzagli     |
| 85 | Svizzera (bandiera)  | C     | Valon Behrami        |
| 88 | Italia (bandiera)    | P     | Nicolò Manfredini    |
| 89 | Brasile (bandiera)   | P     | Neto                 |
| 92 | Brasile (bandiera)   | D     | Rômulo               |

## Calciomercato

### Sessione estiva(dall'1/7 al 31/8)
| Acquisti | Acquisti                 | Acquisti               | Acquisti                     |
| R.       | Nome                     | da                     | Modalità                     |
| -------- | ------------------------ | ---------------------- | ---------------------------- |
| D        | Nii Nortey Ashong        | Triestina              | prestito                     |
| D        | Ramzi Aya                | Reggiana               | risoluzione compartecip.     |
| D        | Samuele Bettoni          | Reggiana               | risoluzione compartecip.     |
| C        | Gustavo Campanharo       | Juventude              | prestito                     |
| D        | Mattia Cassani           | Palermo                | prestito (2 milioni €)       |
| A        | Samuel Di Carmine        | Frosinone              | risoluzione compartecip.     |
| C        | Francesco Di Tacchio     | Frosinone              | fine prestito                |
| D        | Felipe                   | Cesena                 | fine prestito                |
| C        | Marco Giovannetti        | Margine Coperta        | prestito                     |
| A        | Jefferson                | Eupen                  | fine prestito                |
| C        | Houssine Kharja          | Genoa                  | compartecip. (2,5 milioni €) |
| C        | Andrea Lazzari           | Cagliari               | compartecip. (3 milioni €)   |
| A        | Matthias Lepiller        | Eupen                  | fine prestito                |
| P        | Nicolò Manfredini        | Reggiana               | risoluzione compartecip.     |
| A        | Piergiuseppe Maritato    | Reggiana               | risoluzione compartecip.     |
| C        | Gianni Munari            | Palermo                | definitivo (0,8 milioni €)   |
| D        | Matija Nastasić          | Partizan               | definitivo (2,5 milioni €)   |
| ?        | Giuseppe Andrea Pandolfi | Cremonese              | prestito                     |
| C        | Papa Waigo               | Grosseto               | fine prestito                |
| P        | Edoardo Pazzagli         | Prato                  | risoluzione compartecip.     |
| C        | Marco Romizi             | Reggiana               | fine prestito                |
| D        | Paolo Rozzio             | Canavese               | definitivo                   |
| D        | Rômulo                   | Athl. Paranaense       | definitivo (2,5 milioni €)   |
| C        | Amidu Salifu             | Vicenza                | definitivo (1,5 milioni €)   |
| A        | Santiago Silva           | Vélez Sarsfield        | definitivo (1,7 milioni €)   |
| C        | Savio Nsereko            | PSFK Černomorec Burgas | fine prestito                |
| D        | Lorenzo Tafi             | Prato                  | risoluzione compartecip.     |

| Cessioni | Cessioni              | Cessioni         | Cessioni                 |
| R.       | Nome                  | a                | Modalità                 |
| -------- | --------------------- | ---------------- | ------------------------ |
| C        | Matteo Arati          | Reggiana         | risoluzione compartecip. |
| P        | Vlada Avramov         | Cagliari         | svincolato               |
| D        | Ramzi Aya             | Reggiana         | compartecipazione        |
| P        | Matteo Bacciosi       | Pordenone        | definitivo               |
| D        | Andrea Bagnai         | Carrarese        | compartecipazione        |
| D        | Marco Busdraghi       | Gavorrano        | prestito                 |
| C        | Federico Carraro      | Modena           | prestito                 |
| C        | Diego Cenciarelli     | Campobasso       | prestito                 |
| D        | Gianluca Comotto      | Cesena           | svincolato               |
| C        | Gaetano D'Agostino    | Udinese          | ris. comp. (111.000 €)   |
| C        | Simone D'Anna         | Campobasso       | compartecipazione        |
| P        | Simone David          | Ancona           | prestito                 |
| A        | Stefano Del Sante     | Varese           | risoluzione compartecip. |
| A        | Samuel Di Carmine     | Cittadella       | compartecipazione        |
| C        | Francesco Di Tacchio  | Juve Stabia      | prestito                 |
| C        | Marco Donadel         | Napoli           | svincolato               |
| D        | Alessio Fatticcioni   | Campobasso       | prestito                 |
| D        | Dario Fedi            | Portogruaro      | risoluzione compartecip. |
| P        | Sébastien Frey        | Genoa            | definitivo (0 €)         |
| P        | Pierluigi Gollini     | Manchester Utd   | definitivo               |
| C        | Giulio Grifoni        | Venezia          | prestito                 |
| C        | Jan Hable             | Ascoli           | risoluzione compartecip. |
| A        | Pietro Iemmello       | Pro Vercelli     | prestito                 |
| A        | Jefferson             | Latina           | prestito                 |
| A        | Matthias Lepiller     | Verona           | prestito                 |
| C        | Giacomo Lepri         | San Marino       | risoluzione compartecip. |
| A        | Arturo Lupoli         | Ascoli           | risoluzione compartecip. |
| D        | Alessandro Manes      | Siena            | prestito                 |
| D        | Domenico Marchetti    | Vigor Lamezia    | prestito                 |
| A        | Piergiuseppe Maritato | Vicenza          | compartecipazione        |
| D        | Federico Masi         | Bari             | compartecipazione        |
| D        | David Enrique Mateo   | Campobasso       | prestito                 |
| P        | Marcos Miranda        | Pro Vercelli     | prestito                 |
| A        | Lorenzo Morelli       | Prato            | risoluzione compartecip. |
| A        | Adrian Mutu           | Cesena           | definitivo (0 €)         |
| C        | Papa Waigo            | Ascoli           | definitivo               |
| D        | Cristiano Piccini     | Carrarese        | prestito                 |
| C        | Giacomo Rosaia        | Carrarese        | prestito                 |
| D        | Daniel Sako           | Lecce            | prestito                 |
| C        | Mario Alberto Santana | Napoli           | svincolato               |
| C        | Savio Nsereko         | Juve Stabia      | prestito                 |
| P        | Andrea Seculin        | Juve Stabia      | prestito                 |
| A        | Haris Seferović       | Neuchâtel Xamax  | prestito (200.000 €)     |
| C        | Massimiliano Taddei   | Carrarese        | prestito                 |
| D        | Lorenzo Tafi          | Borgo a Buggiano | compartecipazione        |

### Sessione invernale(dall'3/1 all'31/1)
| Acquisti | Acquisti            | Acquisti              | Acquisti                   |
| R.       | Nome                | da                    | Modalità                   |
| -------- | ------------------- | --------------------- | -------------------------- |
| A        | Haris Seferović     | Neuchâtel Xamax       | fine prestito              |
| P        | Filippo Berti       | San Giovanni Valdarno | prestito                   |
| A        | Amauri              | Juventus              | definitivo (0,5 milioni €) |
| C        | Diego Cenciarelli   | Campobasso            | fine prestito              |
| A        | Giovanni Faralli    | San Giovanni Valdarno | fine prestito              |
| C        | Lorenzo Giannetti   | Margine Coperta       | prestito                   |
| C        | Savio Nsereko       | Juve Stabia           | fine prestito              |
| C        | Andrea Paolucci     | Fidelis Andria        | risoluzione compartecip.   |
| D        | Alessio Fatticcioni | Campobasso            | fine prestito              |
| C        | Rubén Olivera       | Lecce                 | definitivo(1,5 milioni €)  |
| C        | Jacopo Marchetti    | Delta Porto Tolle     | fine prestito              |
| A        | Simone D'Anna       | Campobasso            | fine prestito              |
| A        | Kenneth Zohore      | Copenaghen            | definitivo (400.000 €)     |
| C        | Federico Carraro    | Modena                | fine prestito              |
| D        | Simone Talpa        | Pro Vercelli          | fine prestito              |

| Cessioni | Cessioni          | Cessioni              | Cessioni                   |
| R.       | Nome              | a                     | Modalità                   |
| -------- | ----------------- | --------------------- | -------------------------- |
| A        | Alberto Gilardino | Genoa                 | definitivo (8 milioni €)   |
| C        | Marco Romizi      | Bari                  | compartecipazione          |
| C        | Paolo Marciano    | Taranto               | prestito                   |
| A        | Mirko Cappini     | Sansepolcro           | definitivo                 |
| A        | Santiago Silva    | Boca Juniors          | definitivo (1,7 milioni €) |
| C        | Leonardo Costanzo | San Giovanni Valdarno | prestito                   |
| C        | Savio Nsereko     | Vaslui                | prestito                   |
| C        | Andrea Paolucci   | Cittadella            | compartecipazione          |
| A        | Haris Seferović   | Lecce                 | prestito                   |
| A        | Simone D'Anna     | Catanzaro             | prestito                   |
| D        | Nikola Gulan      | Chievo                | prestito                   |
| C        | Gianni Munari     | Sampdoria             | definitivo (1 milione €)   |
| C        | Federico Carraro  | Pro Vercelli          | prestito                   |
| A        | Khouma el Babacar | Racing Santander      | prestito (350.000 €)       |

## Risultati

### Serie A

#### Girone di andata
| Siena 21 dicembre 2011, ore 20:45 CET 1ª giornata | Siena           | 0 – 0 referto | Fiorentina | Stadio Artemio Franchi - Montepaschi Arena (9.117 spett.)\| Arbitro: \| Banti (Livorno) \| |
| Arbitro:                                          | Banti (Livorno) |               |            |                                                                                            |

| Arbitro: | Guida (Torre Annunziata) |

|                         |           |  |
| Gilardino 20’ Cerci 47’ | Marcatori |  |

| Arbitro: | Romeo (Verona) |

|                              |           |  |
| Di Natale 8’ (rig.) Isla 29’ | Marcatori |  |

| Arbitro: | Rizzoli (Bologna) |

|                            |           |  |
| Jovetić 46’, 81’ Cerci 61’ | Marcatori |  |

| Napoli 24 settembre 2011, ore 20:45 CEST 5ª giornata | Napoli        | 0 – 0 referto | Fiorentina | Stadio San Paolo (40.653 spett.)\| Arbitro: \| Valeri (Roma) \| |
| Arbitro:                                             | Valeri (Roma) |               |            |                                                                 |

| Arbitro: | Bergonzi (Genova) |

|          |           |                        |
| Cerci 8’ | Marcatori | 28’ Hernanes 83’ Klose |

| Cesena 16 ottobre 2011, ore 12:30 CEST 7ª giornata | Cesena       | 0 – 0 referto | Fiorentina | Stadio Dino Manuzzi (16.308 spett.)\| Arbitro: \| Russo (Nola) \| |
| Arbitro:                                           | Russo (Nola) |               |            |                                                                   |

| Arbitro: | Giannoccaro (Lecce) |

|                  |           |                               |
| Jovetić 20’, 61’ | Marcatori | 43’ Delvecchio 82’ Maxi López |

| Arbitro: | Orsato (Schio) |

|                       |           |             |
| Bonucci 13’ Matri 65’ | Marcatori | 57’ Jovetić |

| Arbitro: | Peruzzo (Schio) |

|             |           |  |
| Lazzari 41’ | Marcatori |  |

| Arbitro: | Gava (Conegliano) |

|            |           |  |
| Rigoni 66’ | Marcatori |  |

| Firenze 19 novembre 2011, ore 20:45 CET 12ª giornata | Fiorentina          | 0 – 0 referto | Milan | Stadio Artemio Franchi (33.295 spett.)\| Arbitro: \| Mazzoleni (Bergamo) \| |
| Arbitro:                                             | Mazzoleni (Bergamo) |               |       |                                                                             |

| Arbitro: | Russo (Nola) |

|                        |           |  |
| Miccoli 22’ Iličič 73’ | Marcatori |  |

| Arbitro: | Damato (Barletta) |

|                                                   |           |  |
| Jovetić 17’ (rig.) Gamberini 44’ Silva 86’ (rig.) | Marcatori |  |

| Arbitro: | Tagliamento (Terni) |

|                          |           |  |
| Pazzini 41’ Nagatomo 49’ | Marcatori |  |

| Arbitro: | Peruzzo (Schio) |

|                          |           |                        |
| Gilardino 9’ Jovetić 88’ | Marcatori | 81’ Masiello 85’ Denis |

| Arbitro: | Damato (Barletta) |

|  |           |                                       |
|  | Marcatori | 20’ (rig.), 49’ Jovetić 42’ Montolivo |

| Arbitro: | Guida (Torre Annunziata) |

|  |           |                       |
|  | Marcatori | 66’ (rig.) Di Michele |

| Cagliari 22 gennaio 2012, ore 15:00 CET 19ª giornata | Cagliari            | 0 – 0 referto | Fiorentina | Stadio Sant'Elia\| Arbitro: \| Gervasoni (Mantova) \| |
| Arbitro:                                             | Gervasoni (Mantova) |               |            |                                                       |

#### Girone di ritorno
| Arbitro: | Bergonzi (Genova) |

|                       |           |                   |
| Jovetić 4’ Natali 63’ | Marcatori | 89’ (rig.) Calaiò |

| Arbitro: | Giannoccaro (Lecce) |

|                          |           |  |
| Diamanti 30’ Ramírez 43’ | Marcatori |  |

| Arbitro: | Mazzoleni (Bergamo) |

|                                            |           |                         |
| Jovetić 39’ (rig.), 84’ (rig.) Cassani 56’ | Marcatori | 14’ Di Natale 89’ Torje |

| Arbitro: | Rizzoli (Bologna) |

|                               |           |                        |
| Okaka 28’ Giovinco 87’ (rig.) | Marcatori | 60’ Nastasić 71’ Cerci |

| Arbitro: | Orsato (Schio) |

|  |           |                              |
|  | Marcatori | 3’, 55’ Cavani 90+1’ Lavezzi |

| Arbitro: | Brighi (Cesena) |

|           |           |  |
| Klose 35’ | Marcatori |  |

| Arbitro: | Guida (Torre Annunziata) |

|                               |           |  |
| Moras 61’ (aut.) Nastasić 74’ | Marcatori |  |

| Arbitro: | Doveri (Roma) |

|                 |           |  |
| Lodi 58’ (rig.) | Marcatori |  |

| Arbitro: | Bergonzi (Genova) |

|  |           |                                                          |
|  | Marcatori | 15’ Vučinić 27’ Vidal 54’ Marchisio 67’ Pirlo 72’ Padoin |

| Arbitro: | Brighi (Cesena) |

|                           |           |                          |
| Belluschi 20’ Palacio 89’ | Marcatori | 31’ Montolivo 69’ Natali |

| Arbitro: | Rizzoli (Bologna) |

|            |           |                           |
| Ljajić 71’ | Marcatori | 24’ Pellissier 88’ Rigoni |

| Arbitro: | Celi (Bari) |

|                        |           |                        |
| Ibrahimović 31’ (rig.) | Marcatori | 48’ Jovetić 89’ Amauri |

| Firenze 11 aprile 2012, ore 20:45 CEST 32ª giornata | Fiorentina    | 0 – 0 referto | Palermo | Stadio Artemio Franchi (21.037 spett.)\| Arbitro: \| Doveri (Roma) \| |
| Arbitro:                                            | Doveri (Roma) |               |         |                                                                       |

| Arbitro: | Brighi (Cesena) |

|           |           |                        |
| Totti 71’ | Marcatori | 2’ Jovetić 93’ Lazzari |

| Firenze 22 aprile 2012, ore 15:00 CEST 34ª giornata | Fiorentina    | 0 – 0 referto | Inter | Stadio Artemio Franchi (23.567 spett.)\| Arbitro: \| Valeri (Roma) \| |
| Arbitro:                                            | Valeri (Roma) |               |       |                                                                       |

| Arbitro: | Doveri (Roma) |

|                           |           |  |
| Denis 11’ Bonaventura 51’ | Marcatori |  |

| Arbitro: | Giannoccaro (Lecce) |

|                           |           |                            |
| Montolivo 48’ (rig.), 71’ | Marcatori | 14’ Jeda 30’ (rig.) Rigoni |

| Arbitro: | Brighi (Cesena) |

|  |           |           |
|  | Marcatori | 35’ Cerci |

| Firenze 13 maggio 2012, ore 15:00 CEST 38ª giornata | Fiorentina             | 0 – 0 referto | Cagliari | Stadio Artemio Franchi\| Arbitro: \| Gallione (Alessandria) \| |
| Arbitro:                                            | Gallione (Alessandria) |               |          |                                                                |

### Coppa Italia

#### Turni eliminatori
| Arbitro: | Russo (Nola) |

|                         |           |                |
| Gilardino 10’ Cerci 47’ | Marcatori | 37’ Di Carmine |

| Arbitro: | Doveri (Roma) |

|                |           |                |
| Cerci 28’, 37’ | Marcatori | 67’ Shekiladze |

#### Fase finale
| Arbitro: | De Marco (Chiavari) |

|                            |           |  |
| Lamela 53’, 66’ Borini 75’ | Marcatori |  |

## Statistiche

### Statistiche di squadra
Statistiche aggiornate al 13 maggio 2012
| Competizione | Punti | In casa | In casa | In casa | In casa | In casa | In casa | In trasferta | In trasferta | In trasferta | In trasferta | In trasferta | In trasferta | Totale | Totale | Totale | Totale | Totale | Totale | DR |
| Competizione | Punti | G       | V       | N       | P       | Gf      | Gs      | G            | V            | N            | P            | Gf           | Gs           | G      | V      | N      | P      | Gf     | Gs     | DR |
| ------------ | ----- | ------- | ------- | ------- | ------- | ------- | ------- | ------------ | ------------ | ------------ | ------------ | ------------ | ------------ | ------ | ------ | ------ | ------ | ------ | ------ | -- |
| Serie A      | 46    | 19      | 7       | 7       | 5       | 24      | 22      | 19           | 4            | 6            | 9            | 13           | 21           | 38     | 11     | 13     | 14     | 37     | 43     | -6 |
| Coppa Italia | -     | 2       | 2       | 0       | 0       | 4       | 2       | 1            | 0            | 0            | 1            | 0            | 3            | 3      | 2      | 0      | 1      | 4      | 5      | -1 |
| Totale       | -     | 16      | 9       | 3       | 4       | 25      | 20      | 15           | 1            | 5            | 9            | 6            | 18           | 31     | 10     | 8      | 13     | 31     | 38     | -7 |

### Andamento in campionato
| Giornata  | 1  | 2 | 3  | 4 | 5 | 6  | 7  | 8  | 9  | 10 | 11 | 12 | 13 | 14 | 15 | 16 | 17 | 18 | 19 | 20 | 21 | 22 | 23 | 24 | 25 | 26 | 27 | 28 | 29 | 30 | 31 | 32 | 33 | 34 | 35 | 36 | 37 | 38 |
| --------- | -- | - | -- | - | - | -- | -- | -- | -- | -- | -- | -- | -- | -- | -- | -- | -- | -- | -- | -- | -- | -- | -- | -- | -- | -- | -- | -- | -- | -- | -- | -- | -- | -- | -- | -- | -- | -- |
| Luogo     | T  | C | T  | C | T | C  | T  | C  | T  | C  | T  | C  | T  | C  | T  | C  | T  | C  | T  | C  | T  | C  | T  | C  | T  | C  | T  | C  | T  | C  | T  | C  | T  | C  | T  | C  | T  | C  |
| Risultato | N  | V | P  | V | N | P  | N  | N  | P  | V  | P  | N  | P  | V  | P  | N  | V  | P  | N  | V  | P  | V  | N  | P  | P  | V  | P  | P  | N  | P  | V  | N  | V  | N  | P  | N  | V  | N  |
| Posizione | 11 | 5 | 11 | 5 | 5 | 10 | 13 | 11 | 14 | 11 | 12 | 15 | 15 | 11 | 14 | 14 | 10 | 14 | 15 | 11 | 14 | 11 | 13 | 14 | 15 | 12 | 15 | 16 | 16 | 17 | 15 | 16 | 15 | 14 | 16 | 15 | 13 | 13 |

Legenda:

Luogo: C = Casa; T = Trasferta. Risultato: V = Vittoria; N = Pareggio; P = Sconfitta.

### Statistiche dei giocatori
Statistiche aggiornate al 30 giugno 2012
Sono in corsivo i calciatori che hanno lasciato la società a stagione in corso.
| Giocatore       | Serie A  | Serie A | Serie A     | Serie A    | Coppa Italia | Coppa Italia | Coppa Italia | Coppa Italia | Totale   | Totale | Totale      | Totale     |
| Giocatore       | Presenze | Reti    | Ammonizioni | Espulsioni | Presenze     | Reti         | Ammonizioni  | Espulsioni   | Presenze | Reti   | Ammonizioni | Espulsioni |
| --------------- | -------- | ------- | ----------- | ---------- | ------------ | ------------ | ------------ | ------------ | -------- | ------ | ----------- | ---------- |
| B. M. Acosty    | 5        | 0       | 1           | 0          | 0            | 0            | 0            | 0            | 5        | 0      | 1           | 0          |
| D. K. Agyei     | 0        | 0       | 0           | 0          | 0            | 0            | 0            | 0            | 0        | 0      | 0           | 0          |
| Amauri          | 13       | 1       | 4           | 0          | 0            | 0            | 0            | 0            | 13       | 1      | 4           | 0          |
| N. N. Ashong    | 0        | 0       | 0           | 0          | 1            | 0            | 0            | 0            | 1        | 0      | 0           | 0          |
| K. Babacar      | 1        | 0       | 0           | 0          | 0            | 0            | 0            | 0            | 1        | 0      | 0           | 0          |
| V. Behrami      | 31       | 0       | 10          | 0          | 2            | 0            | 0            | 0            | 33       | 0      | 10          | 0          |
| A. Boruc        | 36       | -41     | 4           | 0          | 1            | -1           | 0            | 0            | 37       | -42    | 4           | 0          |
| G. Campanharo   | 0        | 0       | 0           | 0          | 0            | 0            | 0            | 0            | 0        | 0      | 0           | 0          |
| M. Camporese    | 7        | 0       | 2           | 0          | 2            | 0            | 0            | 0            | 9        | 0      | 2           | 0          |
| M. Cassani      | 26       | 1       | 6           | 0          | 1            | 0            | 0            | 0            | 27       | 1      | 6           | 0          |
| A. Cerci        | 23       | 5       | 4           | 1          | 3            | 3            | 1            | 0            | 26       | 8      | 5           | 1          |
| L. De Silvestri | 22       | 0       | 3           | 0          | 2            | 0            | 1            | 0            | 24       | 0      | 4           | 0          |
| Felipe          | 3        | 0       | 1           | 0          | 0            | 0            | 0            | 0            | 3        | 0      | 1           | 0          |
| A. Gamberini    | 29       | 1       | 6           | 0          | 1            | 0            | 0            | 0            | 30       | 1      | 6           | 0          |
| A. Gilardino    | 12       | 2       | 1           | 0          | 1            | 1            | 0            | 0            | 13       | 3      | 1           | 0          |
| N. Gulan        | 0        | 0       | 0           | 0          | 0            | 0            | 0            | 0            | 0        | 0      | 0           | 0          |
| S. Jovetić      | 27       | 14      | 3           | 0          | 2            | 0            | 0            | 0            | 29       | 14     | 3           | 0          |
| H. Kharja       | 19       | 0       | 0           | 0          | 2            | 0            | 0            | 0            | 21       | 0      | 0           | 0          |
| P. Krøldrup     | 0        | 0       | 0           | 0          | 0            | 0            | 0            | 0            | 0        | 0      | 0           | 0          |
| A. Lazzari      | 33       | 2       | 6           | 0          | 3            | 0            | 0            | 0            | 36       | 2      | 6           | 0          |
| A. Ljajić       | 15       | 1       | 1           | 0          | 3            | 0            | 1            | 0            | 18       | 1      | 2           | 0          |
| N. Manfredini   | 0        | 0       | 0           | 0          | 0            | 0            | 0            | 0            | 0        | 0      | 0           | 0          |
| M. Marchionni   | 8        | 0       | 2           | 0          | 0            | 0            | 0            | 0            | 8        | 0      | 2           | 0          |
| R. Matos        | 0        | 0       | 0           | 0          | 0            | 0            | 0            | 0            | 0        | 0      | 0           | 0          |
| R. Montolivo    | 30       | 4       | 8           | 0          | 3            | 0            | 0            | 0            | 33       | 4      | 8           | 0          |
| G. Munari       | 11       | 0       | 4           | 0          | 2            | 0            | 0            | 0            | 13       | 0      | 4           | 0          |
| M. Nastasić     | 25       | 2       | 6           | 0          | 2            | 0            | 0            | 0            | 27       | 2      | 6           | 0          |
| C. Natali       | 35       | 2       | 6           | 1          | 3            | 0            | 0            | 0            | 38       | 2      | 6           | 1          |
| N. Neto         | 2        | -2      | 0           | 0          | 2            | -4           | 0            | 0            | 4        | -6     | 0           | 0          |
| R. Olivera      | 9        | 0       | 3           | 1          | 0            | 0            | 0            | 0            | 9        | 0      | 3           | 1          |
| M. Pasqual      | 32       | 0       | 5           | 0          | 2            | 0            | 0            | 0            | 34       | 0      | 5           | 0          |
| M. Romizi       | 0        | 0       | 0           | 0          | 0            | 0            | 0            | 0            | 0        | 0      | 0           | 0          |
| Rômulo          | 10       | 0       | 1           | 0          | 0            | 0            | 0            | 0            | 10       | 0      | 1           | 0          |
| A. Salifu       | 14       | 0       | 2           | 0          | 1            | 0            | 0            | 0            | 15       | 0      | 2           | 0          |
| S. Silva        | 12       | 1       | 0           | 0          | 1            | 0            | 0            | 0            | 13       | 1      | 0           | 0          |
| J.M. Vargas     | 24       | 0       | 2           | 0          | 2            | 0            | 0            | 0            | 26       | 0      | 2           | 0          |
| Zohore          | 0        | 0       | 0           | 0          | 0            | 0            | 0            | 0            | 0        | 0      | 0           | 0          |